# Caritas Trägergesellschaft Saarbrücken
Die Caritas Trägergesellschaft Saarbrücken (cts) mit Sitz in Saarbrücken ist ein soziales Dienstleistungsunternehmen der römisch-katholischen Kirche und Teil des cts-Verbundes.

## Geschichte
Die Caritas Trägergesellschaft Saarbrücken mbH (cts) wurde 1992 als Tochtergesellschaft des Caritasverbandes für Saarbrücken und Umgebung e. V. gegründet. Ihrer Bestimmung als Einrichtungsträgergesellschaft gemäß übernahm die cts zum 1. Januar 1993 die Trägerschaft für die Caritasklinik St. Theresia und weitere Einrichtungen, die bis dahin vom Caritasverband geführt wurden.
Gegründet wurde die cts, um eine deutliche Abgrenzung der offenen Sozialarbeit und der spitzenverbandlichen Aufgaben des Caritasverbandes für Saarbrücken und Umgebung von der geschlossenen Einrichtungsarbeit herzustellen und eine klare konzeptionelle, strukturelle und wirtschaftliche Aufteilung zu erreichen.
In ihrem Leitbild hat die cts die Orientierung an Jesus Christus und seiner Botschaft festgeschrieben. Nach seinem Vorbild setzt sich das kirchliche Dienstleistungsunternehmen durch Hilfe in den Bereichen Gesundheit, Alten-, Kinder- und Jugendhilfe sowie Bildung für Menschen in Not ein.
Die Caritas Trägergesellschaft Saarbrücken besteht aus acht Gesellschaften:
- der Caritas Trägergesellschaft Saarbrücken mbh (cts),
- der cts-Schwestern vom Heiligen Geist gGmbH,
- der cts-Reha GmbH,
- der Vinzentius Krankenhaus Landau GmbH,
- der cts Integra GmbH,
- der cts Altenhilfe GmbH,
- der cts Jugendhilfe GmbH und
- der cts Service GmbH.

Als Träger unterhält die cts 34 eigene Einrichtungen in den Bereichen Gesundheit sowie Jugend-, Behinderten- und Altenhilfe. Darüber hinaus bestehen Kooperationsverträge und Mitträgerschaften weiterer sozialer Einrichtungen. Die cts-Trägerzentrale in Saarbrücken ist das Führungszentrum der angegliederten Einrichtungen und Gesellschaften. Als sozial-caritative Managementholding bietet sie den Einrichtungen darüber hinaus fachliche und organisatorische Unterstützung und stellt Servicefunktionen wie Finanzen, EDV, Bauwesen, Recht, Bildung und Kommunikation bereit.

## Einrichtungen

### Einrichtungen in Trägerschaft der cts
- CaritasKlinikum Saarbrücken
- Medizinisches VersorgungsZentrum (MVZ) am CaritasKlinikum Saarbrücken
- Caritas SchulZentrum Saarbrücken
- Caritas Kindertagesstätte Rastpfuhl, Saarbrücken
- Caritas Kindertagesstätte Thomas Morus, Saarbrücken
- Caritas Kindertagesstätte St. Eligius
- Caritas Kindertagesstätte St. Nikolaus
- Caritas Jugendhilfeeinrichtung Haus Christophorus, Wallerfangen
- Caritas Jugendhilfeeinrichtung Margaretenstift, Saarbrücken
- Caritas SeniorenZentrum St. Barbarahöhe, Auersmacher
- Caritas SeniorenHaus Bous
- Caritas SeniorenHaus, Hasborn
- Caritas Seniorenzentrum Haus am See, Neunkirchen/Nahe
- Caritas SeniorenHaus Schönenberg-Kübelberg
- Caritas SeniorenHaus Bischmisheim
- Caritas SeniorenHaus Mandelbachtal
- Caritas SeniorenHaus St. Irmina, Dudweiler
- Caritas SeniorenHaus St. Augustin, Püttlingen

- cts Reha-Klinik Stöckenhöfe, Wittnau bei Freiburg

### Einrichtungen in Trägerschaft der cts-Schwestern vom Heiligen Geist
- SeniorenHaus Immaculata, Wemmetsweiler
- Theresienheim Zentrum für Heilpädagogische Kinder-, Jugend- und Familienhilfe, Saarbrücken
- Integrative Kindertagesstätte im Theresienheim, Saarbrücken
- SeniorenZentrum Hanns-Joachim-Haus, Kleinblittersdorf
- Hanns-Joachim-Haus Jugendhilfe, Kleinblittersdorf
- Hanns-Joachim-Haus Behindertenhilfe, Kleinblittersdorf

### Einrichtungen in Trägerschaft der Vinzentius-Krankenhaus Landau GmbH
- Vinzentius-Krankenhaus Landau
- Nardini-Pflegeschule

## Kooperationen und Mitträgerschaften
- Altenwohn- und Pflegeheim St. Anna, Sulzbach-Neuweiler (Kooperation mit dem Träger Krankenpflege-Genossenschaft der Schwestern vom Heiligen Geist GmbH)
- St. Jakobus Hospiz, Saarbrücken (weitere Träger: Barmherzige Brüder Trier e. V., Krankenpflege-Genossenschaft der Schwestern vom Heiligen Geist GmbH Koblenz und Marienhaus GmbH, Waldbreitbach)
- Katholische Fachschule für Sozialpädagogik Saarbrücken GmbH (Mitgesellschafter: St. Elisabeth Kranken- und Pflegegesellschaft mbH, Pallottiner Jugendhilfe und Bildungswerk gGmbH)
- Sanitätshaus (Weiterer Träger: Barmherzige Brüder Trier)
- Ambulanter Hospiz- und Palliativ-Beratungsdienst Landau / Südliche Weinstraße (weitere Träger: Diakonisches Werk der Evangelischen Kirche der Pfalz)

## Aus- und Fortbildung
Auf 325 Plätzen bilden die Schulen des cts-Verbundes werden Gesundheits- und Krankenpfleger, Gesundheits- und Krankenpflegehelfer, Hebammen bzw. Entbindungspfleger, Logopäden sowie Altenpfleger und Altenpflegehelfer aus. Des Weiteren verfügt das Haus Christophorus über rund 50 Ausbildungsplätze in der Hauswirtschaftshilfe, Reha-Technik und als Reintegrationsmaßnahme. Aus-, Fort- und Weiterbildungen werden im Schulzentrum St. Hildegard, der Stabsstelle Leitbild und Ethik der Caritas Trägergesellschaft Saarbrücken, der Nardini-Pflegeschule des Vinzentius-Krankenhauses Landau sowie der Katholischen Fachschule für Sozialpädagogik Saarbrücken GmbH (in Mitträgerschaft der cts) angeboten.

## Stiftung
2011 wurde die „cts Caritas-Stiftung Saarbrücken“ gegründet, eine rechtsfähige kirchliche Stiftung des bürgerlichen Rechts. Stiftungszwecke sind laut Satzung die Förderung der öffentlichen Gesundheitspflege, der Altenhilfe, Jugendhilfe, Behindertenhilfe, Hospizarbeit, Bildung und Erziehung, Wissenschaft und Forschung sowie die Förderung kirchlicher Zwecke. Im Zuge der Stiftungsgründung wurden 90 % der Geschäftsanteile des Caritasverbandes für Saarbrücken und Umgebung e. V. an der cts auf die neu gegründete „cts Caritas-Stiftung Saarbrücken“ übertragen. Ein besonderes Anliegen sieht die Stiftung in der Unterstützung der Einrichtung eines Akut-Hospizes durch die cts.